# FK Igman Konjic
Fudbalski klub Igman Konjic bosanskohercegovački je nogometni klub iz Konjica.

## Povijest
Osnovan je 1920. godine. Od 1977. od 1986. godine Igman se natjecao u Republičkoj, a od 1986. u Međurepubličkoj ligi. Pet puta, u sezonama 2005./06., 2008./09., 2012./13., 2015./16. i 2016./2017., osvajali su prvo mjesto u Drugoj ligi FBiH – Jug što im je u četiri navrata osiguralo plasman u viši rang natjecanja Prvu ligu FBiH. Igman je i višestruki osvajač Kupa Hercegovačko-neretvanske županije.
U sezoni 2021./22. ostvarili su povijesni plasman u Premijer ligu BiH osvajanjem prvog mjesta u Prvoj ligi FBiH.

## Stadion
Domaće utakmice igra na Gradskom stadionu u Konjicu, koji je u vlasništvu općine. Kapacitet stadiona je oko 5000. Stadion je otvoren 1977. godine. Stadion se sastoji od jedne tribine, na kojoj su jednim dijelom postavljene stolice. 

## Pregled plasmana po sezonama
| Sezona    | Rang | Liga                  | Plasman | Izvori |
| --------- | ---- | --------------------- | ------- | ------ |
| 2016./17. | III. | Druga liga FBiH – Jug | 1. ↑    | [ 2 ]  |
| 2017./18. | II.  | Prva liga FBiH        | 13.     | [ 3 ]  |
| 2018./19. | II.  | Prva liga FBiH        | 13.     | [ 4 ]  |
| 2019./20. | II.  | Prva liga FBiH        | 8.      | [ 5 ]  |
| 2020./21. | II.  | Prva liga FBiH        | 13.     | [ 6 ]  |
| 2021./22. | II.  | Prva liga FBiH        | 1. ↑    | [ 7 ]  |
| 2022./23. | I.   | Premijer liga BiH     | 8.      | [ 8 ]  |
| 2023./24. | I.   | Premijer liga BiH     | 10.     | [ 9 ]  |
| 2024./25. | I.   | Premijer liga BiH     | 10. ↓   |        |

## Nastupi u Kupu BiH
2005./06.
- šesnaestina finala: FK Radnik Bijeljina (I) – FK Igman Konjic 2:3
- osmina finala: NK MIS Kreševo (II) – FK Igman Konjic 3:0, 0:1

2007./08.
- šesnaestina finala: FK Igman Konjic – FK Velež Mostar (I) 1:2

2013./14.
- šesnaestina finala: FK Igman Konjic – NK Široki Brijeg (I) 0:2

2014./15.
- šesnaestina finala: FK Igman Konjic – FK Sarajevo (I) 0:3

2018./19.
- šesnaestina finala: FK Igman Konjic – FK Rudar Prijedor (II) 0:2

2020./21.
- šesnaestina finala: FK Velež Nevesinje (III) – FK Igman Konjic 2:1

2021./22.
- šesnaestina finala: FK Klis Buturović Polje (III) – FK Igman Konjic 0:1
- osmina finala: FK Omarska (II) – FK Igman Konjic 0:1
- četvrtina finala: NK Zvijezda Gradačac (II) – FK Igman Konjic 0:3, 1:3
- polufinale: FK Sarajevo (I) – FK Igman Konjic 2:0, 2:0

2022./23.
- šesnaestina finala: FK Laktaši (II) – FK Igman Konjic 3:1

2023./24.
- šesnaestina finala: NK TOŠK Tešanj (II) – FK Igman Konjic 1:3
- osmina finala: FK Sloga Doboj (I) – FK Igman Konjic 1:0

## Poznati igrači
- Darko Bodul
- Šefik Cero
- Ibrahim Duro
- Samir Duro
- Davor Jozić
- Dragan Jakovljević
- Edin Pehlić
- Jerko Tipurić

## Vanjske poveznice
- Službene stranice FK Igman Konjic